# Francesco Longano
Francesco Longano (Ripalimosani, 5 febbraio 1728 – Santopadre, 28 aprile 1796) è stato un filosofo e saggista italiano.

## Biografia
Figlio di Vito Longano e Dorotea Gentile, fu allievo di Ottavio Zurlo, si trasferì a Campobasso dove nel 1751 fu ordinato sacerdote e quindi a Napoli l’anno seguente, dove riprese gli studi e divenne allievo dell'abate Antonio Genovesi. Trasferitosi poi a Cerreto Sannita per qualche tempo, insegnando al locale seminario, quindi tornò a Napoli dove sostituì come insegnante Genovesi.
Fece parte della massoneria ed è considerato un importante esponente dell'illuminismo italiano, fu sostenitore dello stretto rapporto tra anima e corpo e di una visione dell'uomo nella sua interezza.
Propugnò la rinascita dell'Italia meridionale, proponendo un piano di riforme e il superamento del feudalesimo.
“Francesco Longano, l’arte del pensare” è un docu-film sulla vita e le opere del filosofo scritto da Gianmario Pagano e Andrea Ortis che ne ha curato anche la regia e recitazione.

## Opere
- Piano di un corpo di filosofia morale, o sia Estratto d'un corso di Etica, di economia e dipolitica, composto dall'abate Francesco Longano, lettore straordinario in dritto naturale nella regia Università di Napoli, Napoli, 1764.
- Dell'Uomo Naturale. Trattato dell'abate Francesco Longano, Napoli, Giuseppe Raimondi,1767
- .Saggio politico sul commercio tradotto dal francese colle annotazioni dell'ab. Longano, Napoli, presso Vincenzo Flauto, (1778)
- .Raccolta di Saggi economici per gli abitanti delle due Sicilie, Napoli, Vol. I, presso Domenico Sangiacomo, vol. II, presso Giuseppe Campo, 1779
- Dell'uomo e della sua morale naturale Volume 1, Esame fisico, e morale dell'uomo, Napoli, Michele Morelli, 1783
- Dell'uomo, e sua morale naturale Volume 2, Della morale naturale, Napoli, Michele Morelli, 1783
- Dell'uomo Religioso e cristiano, vol. I, Dell'uomo religioso, Napoli, 1786, Michele Morelli
- Logica, o sia arte del ben pensare
- Viaggio per lo contado di Molise nell'ottobre 1786 ovvero descrizione fisica, economica e politica del medesimo, Napoli, 1788
- Viaggio dell'abate Longano per la Capitanata, Napoli, Domenico Sangiacomo, 1790
- Il Purgatorio ragionato, a cura di Francesco Lepore, postfazione di Sebastiano Martelli, Campobasso, Palladino, 2015
- Philosophiae rationalis elementa Vol. I, De arte logica, Neapoli, 1791; vol. II, De Scientia metaphysica, Neapoli, 1791, apud Vincentium Orsino; vol. III, DeJure humanae, Neapoli, 1791.